# Jimmy Lydon
Jimmy Lydon, pseudonimo di James Lydon (Harrington Park, 30 maggio 1923 – San Diego, 9 marzo 2022), è stato un attore cinematografico e produttore televisivo statunitense, la cui carriera iniziò negli anni trenta quand'era ancora adolescente.

## Biografia
Jimmy Lydon crebbe a Bergenfield, nel New Jersey. Apparve a Broadway nel 1937, prima di iniziare la sua carriera cinematografica. Uno dei suoi primi ruoli da protagonista fu in Non sono una spia (1940), dove recitava a fianco di Cedric Hardwicke e Freddie Bartholomew.

## Vita privata
Lydon risiedette a Bonita, in California, insieme alla moglie Betty Lou Nedell, che sposò nel 1952 e da cui ebbe due figlie. Betty Lou era figlia degli attori Olive Blakeney e Bernard Nedell.

## Riconoscimenti
- Young Hollywood Hall of Fame[3]

## Filmografia

### Cinema
- The Middleton Family at the New York World's Fair, regia di Robert R. Snody (1939)
- Back Door to Heaven, regia di William K. Howard (1939)
- Home Early, regia di Roy Rowland (1939)
- Two Thoroughbreds regia di Jack Hively (1939)
- Non sono una spia (Tom Brown's School Days), regia di Robert Stevenson (1940)
- I due avventurieri (Little Men), regia di Norman Z. McLeod (1940)
- La mia migliore ragazza (My Best Gal), regia di Anthony Mann (1944)
- Sangue nel sogno (Strange Illusion), regia di Edgar G. Ulmer (1945)
- Baciami e lo saprai! (Twice Blessed), regia di Harry Beaumont (1945)
- Affairs of Geraldine, regia di George Blair (1946)
- Vita col padre (Life with Father), regia di Michael Curtiz (1947)
- Good News, regia di Charles Walters (1947)
- I giorni della vita (The Time of Your Life), regia di H.C. Potter (1948)
- Giovanna d'Arco (Joan of Arc), regia di Victor Fleming (1948)
- Gioventù spavalda (Bad Boy), regia di Kurt Neumann (1949)
- Bill sei grande! (When Willie Comes Marching Home), regia di John Ford (1950)
- Accadde in settembre (September Affair), regia di William Dieterle (1950)
- I lancieri del Dakota (Oh! Susanna), regia di Joseph Kane (1951)
- L'isola nel cielo (Island in the Sky), regia di William A. Wellman (1953)
- Desperado (The Desperado), regia di Thomas Carr (1954)
- L'agente speciale Pinkerton (Rage at Dawn), regia di Tim Whelan (1955)
- Posto di combattimento (Battle Stations), regia di Lewis Seiler (1956)
- L'occhio ipnotico (The Hypnotic Eye), regia di George Blair (1960)
- La negra bianca (I Passed for White), regia di Fred M. Wilcox (1960)
- Faccia di bronzo (The Last Time I Saw Archie), regia di Jack Webb (1961)
- Ultima notte a Cottonwood (Death of a Gunfighter), regia di Don Siegel e Robert Totten (1969)
- L'ultimo eroe del West (Scandalous John), regia di Robert Butler (1971)
- Squadra d'assalto antirapina (Vigilante Force), regia di George Armitage (1976)

### Televisione
- Screen Directors Playhouse – serie TV, episodio 1x05 (1955)
- Crossroads – serie TV, episodio 1x23 (1956)
- Navy Log – serie TV, episodi 2x08-3x05 (1956-1957)
- Bronco – serie TV, episodio 1x03 (1958)
- Indirizzo permanente (77 Sunset Strip) – serie TV, episodio 2x10 (1959)
- Ricercato vivo o morto (Wanted: Dead or Alive) – serie TV, episodi 2x12-3x25 (1959-1961)
- The Texan – serie TV, episodio 2x38 (1960)
- Scacco matto (Checkmate) – serie TV, episodio 2x07 (1961)
- Whispering Smith – serie TV, episodio 1x03 (1961)
- Carovana (Stagecoach West) – serie TV, episodio 1x31 (1961)
- Ellery Queen - serie TV, episodio 1x02 (1975)